# Isaac Parrish
Isaac Parrish (* März 1804 bei St. Clairsville, Ohio; † 9. August 1860 in Parrish City, Iowa) war ein US-amerikanischer Politiker. Zwischen 1839 und 1841 sowie nochmals von 1845 bis 1847 vertrat er den Bundesstaat Ohio im US-Repräsentantenhaus.

## Werdegang
Isaac Parrish lebte zunächst in Cambridge. Nach einem Jurastudium und Zulassung als Rechtsanwalt begann er in diesem Beruf zu arbeiten. Im Jahr 1833 wurde er Staatsanwalt im Guernsey County. Gleichzeitig schlug er als Mitglied der Demokratischen Partei eine politische Laufbahn ein. Im Jahr 1837 war er Abgeordneter im Repräsentantenhaus von Ohio. Bei den Kongresswahlen des Jahres 1838 wurde Parrish im elften Wahlbezirk von Ohio in das US-Repräsentantenhaus in Washington, D.C. gewählt, wo er am 4. März 1839 die Nachfolge von James Alexander antrat. Da er im Jahr 1840 nicht bestätigt wurde, konnte er bis zum 3. März 1841 zunächst nur eine Legislaturperiode im Kongress absolvieren.
Bei den Wahlen des Jahres 1844 wurde Parrish im 13. Distrikt seines Staates erneut in den Kongress gewählt, wo er am 4. März 1845 Perley B. Johnson ablöste. Nachdem er im Jahr 1846 auf eine weitere Kandidatur verzichtet hatte, konnte er bis zum 3. März 1847 wieder nur eine Legislaturperiode im US-Repräsentantenhaus verbringen. Diese war von den Ereignissen des Mexikanisch-Amerikanischen Krieges geprägt. Nach seiner Zeit im US-Repräsentantenhaus praktizierte Parrish wieder als Anwalt. Außerdem wurde er in der Immobilienbranche tätig. Überdies arbeitete er im Frachtgeschäft mit Dampfern auf dem Mississippi. Er gründete auch die Zeitung Harrison County Flag, die in Calhoun (Iowa) erschien. Er starb am 9. August 1860 in Parrish City.